# Bupleurum elatum
Bupleurum elatum es una especie de planta herbácea perteneciente a la familia de las apiáceas. Es originaria de Italia.

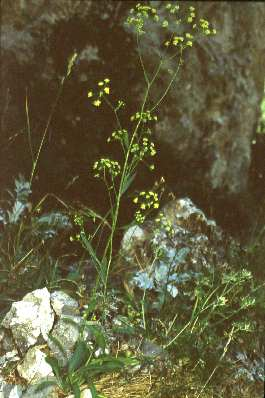
Vista de la planta

## Descripción
Se trata de una planta perenne emicriptofita que alcanza hasta los  80 a 150 cm de altura. Tiene un tallo robusto y leñoso de 150 cm de largo, cubierto con los restos de las hojas muertas. Las hojas son lanceoladas o subspatoladas con 7-9 venas, de 4-7 mm de ancho y largo 50-90 mm. Las hojas están dispuestas en una roseta alrededor del tallo.
La inflorescencia en forma de paraguas compuesto de 6-14 rayos. Por lo general, florece entre julio y agosto.

## Distribución y hábitat
Se trata de un endemismo siciliano del parque nacional Madonite, restringido de dos estaciones (Valle Real, Colma Grande) en el municipio de Isnello. Crece sobre rocas calizas, en las grietas de la roca con humus poco expuesto a los vientos húmedos y fríos del norte, a una altitud entre 700 y 900 metros.
Conservación [modificación]
Se considera una especie en peligro crítico de extinción y fue introducido por el UICN en la lista de las 50 especies de plantas más amenazadas de Mediterráneo.
Sobrevive con unos pocos cientos de ejemplares de una manera muy restringida (y de difícil acceso) y tiene una producción de semillas muy limitada, lo que limita enormemente la reproducción y difusión.

## Taxonomía
Bupleurum elatum fue descrita por Giovanni Gussone y publicado en  Florae Siculae Prodromus 1: 316. 1827.
Etimología
Bupleurum: nombre genérico que deriva de dos palabras griegas bous y pleurón, que significa "buey" y "costa". Probable referencia a las ranuras longitudinales de las hojas de algunas especies del género. Este nombre fue usado por primera vez por Hipócrates y, de nuevo, en tiempos relativamente modernos, por Tournefort y Linneo.
elatum: epíteto latino que significa "alto".